# San Felipe (Valparaíso)
San Felipe, San Felipe de Aconcagua – miasto i siedziba gminy w Chile w regionie Valparaíso, leżące około 90 km na północ od Santiago.
W 2002 roku miasto liczyło ponad 64 tys. mieszkańców.
W mieście rozwinął się przemysł spożywczy, skórzany oraz włókienniczy.